# Макар Девушкин
Макар Алексеевич Девушкин — один из двух главных персонажей романа «Бедные люди» русского писателя XIX века Фёдора Михайловича Достоевского.

## Образ
Мелкий пожилой чиновник, у которого нет шансов сделать карьеру. В его жизни не происходит ничего примечательного. Он живёт незаметно, избегая людских глаз, в дешёвой съемной квартире на окраине Петербурга. По мере раскрытия образа Девушкин начинает казаться человеком с тонким и своеобразным характером. Кроме того он представляет собой модель героя, который будет появляться впоследствии и в других произведениях Достоевского.
Критик Виссарион Григорьевич Белинский одним из первых прочитал рукопись «Бедных людей» и одновременно заложил основное толкование образа Макара Девушкина: «Чем ограниченнее его ум, чем теснее и грубее его понятия, тем, кажется, шире и деликатнее его сердце; можно сказать, что у него все умственные способности из головы перешли в сердце». Таким образом, в дальнейшем роман «Бедные люди» понимали как исполненный сочувствия к беднякам, которые обладают прекрасной душой. Белинский тонко охарактеризовал манеру изображения персонажа: «трагический элемент передается читателю не только словами, но и понятиями Макара Алексеевича».
Исследователь творчества Достоевского Кэнноскэ Накамура, предприняв попытку непредвзятого прочтения романа, приходит к выводу, что главный герой — странный человек с комплексом неполноценности. Воображение и чувствительность Макара Девушкина необычайно развиты, поэтому он не способен общаться с другими людьми и излагает свои мысли в письмах. Присущие ему также чрезмерная деликатность и страх действительности делают его совершенно бессильным в реальной жизни, формируя странный и смешной типаж. В герое «Бедных людей» Достоевский открыл тайный душевный мир приниженного и больного человека, и этот роман предвосхищает все последующие произведения автора.

### Отношение к Вареньке
В доме напротив расположена квартира, в которой живёт молодая одинокая девушка Варвара Доброселова. Любовь Макара Девушкина к Вареньке, по мнению исследователей творчества Достоевского, представляет собой высокое и мучительное чувство. Чиновник ограничивается отеческой заботой о девушке, которая, тем не менее, преображает его. Об этом преображении он пишет и сам: «Узнав вас, я стал, во-первых, и самого себя лучше знать и вас стал любить <…> я был одинок и как будто спал, а не жил на свете <…> вы всю мою жизнь осветили тёмную <…> и я обрёл душевный покой».
Каждый вечер Макар Девушкин пишет ей длинные письма, которые старается как можно незаметнее передать вместе со сладостями и нарядами. В своих письмах он рассказывает обо всём, что увидел, услышал или прочитал, делится своими чувствами, детально описывает свою работу, соседей по квартире, даже обещает назначить девушке свидание. Для Девушкина становится необходимостью записывать ход своих отношений. Варенька особенно необходима Девушкину в качестве слушателя его самых разных чувств, способного эти чувства копить и нейтрализовать. При этом Макар не планирует жениться на ней, отказываясь даже навещать девушку: «Что же это вы пишете, родная моя? Как же я к вам приду? Голубчик мой, что люди-то скажут? Ведь вот через двор перейти нужно будет, наши заметят, расспрашивать станут, — толки пойдут, сплетни пойдут, делу дадут другой смысл. Нет, ангельчик мой, я уж вас лучше завтра у всенощной увижу; это будет благоразумнее и для обоих нас безвреднее». Эпистолярные отношения позволяют мечтателю Девушкину в полной мере «выражать страсть». Главным для него являются собственные воображение и фантазия, а не действительность.
Девушкин способен только выплескивать на Вареньку свои эмоции, признания, фантазии. В то же время, без этих писем его душевный накал достигнет опасного градуса, что может привести к помешательству. «Ну что мы будем делать без вас; что я, старик, буду делать тогда? Вы нам не нужны? Не полезны? Как не полезны? Нет, вы, маточка, сами рассудите, как же вы не полезны? Вы мне очень полезны, Варенька. Вы эдакое влияние имеете благотворное… Вот я об вас думаю теперь, и мне весело… Я вам иной раз письмо напишу и все чувства в нём изложу, на что подробный ответ от вас получаю», — пишет он сам об этом Вареньке.
После отъезда Вареньки с мужем в поместье Девушкин чувствует себя брошенным и одиноким, в его жизни больше не осталось ничего, что могло бы её скрасить. «Кого же я маточкой называть буду; именем-то любезным таким кого называть буду?» Больше некого любить и некому писать.

### Отношение к мнению окружающих
На службе Девушкин страшится взглядов сослуживцев, не смеет оторвать глаз от стола. «Ведь меня что, Варенька, убивает? Не деньги меня убивают, а все эти тревоги житейские, все эти шепоты, улыбочки, шуточки» — пишет он в одном из своих писем. Сослуживцы представляются ему врагами. Девушкин сильно озабочен слухами и пересудами. Любой прочитанный роман примеряет на себя. Он узнаёт себя не только в персонажах «Станционного смотрителя» и «Шинели», но и в фольклорном Макаре. Ему всё время кажется, что за ним наблюдают и выслеживают, а вокруг одни враги. Главными среди таких врагов становятся сослуживцы-зубоскалы, особенно Ефим Акимович, сделавшие при помощи карикатурных уподоблений из Макара Девушкина «пословицу и чуть ли не бранное слово». Девушкин вынужден принимать на свой счёт все насмешки, основанные на качествах фольклорного тёзки. У него возникает острый комплекс неполноценности, страха, страдания, что мешает ему общаться с окружающими на равных.
Стремясь спрятаться от действительности, Девушкин сосредотачивается на письмах, так как они позволяют ему избежать общения с реально существующими людьми. В одном из писем Вареньке, рассказывая о страхе осуждения окружающими, Девушкин пишет: «…По мне все равно, хоть бы и в трескучий мороз без шинели и без сапогов ходить, я перетерплю и все вынесу… но что люди скажут? Враги-то мои, злые-то языки эти все что заговорят, когда без шинели пойдешь?» В этих письмах персонаж по-своему пытается бунтовать против унизительного обращения, протестовать против «бездушного „омакаривания“ человека в николаевскую эпоху».

### Увлечение литературой
Девушкин увлечён литературой, но достаточно плохо разбирается в ней и не способен распознать истинные шедевры. В одном из писем он заявляет: «А хорошая вещь литература, Варенька, очень хорошая. <…> Глубокая вещь! <…> Литература — это картина». Переписка, на которую уходят часы литературного труда, становится для Девушкина пробой пера, способом выражать любовь слогом. В первом письме к Вареньке использует штампы сентиментально-романтической литературы: «Сравнил я вас с птичкой небесной, на утеху людям и для украшения природы <…> У меня там книжка есть одна <…> так в ней то же самое, всё такое же весьма подробно описано». В следующем письме переходит к «физиологическому» очерку, рассказывая о квартире, в которой живёт. Склонность к сочинительству Макара Девушкина повлияла на выбор формы всего произведения.
Из-за тяги к литературе Девушкин старается сблизиться с компанией единственного знакомого писателя, своего соседа Ратазяева, о котором известно, что служит «где-то по литературной части». Ратазяев знает о Гомере и Брамбеусе, устраивает сочинительские вечера. Девушкин рассказывает о нём Вареньке: «Ух как пишет! Перо такое бойкое и слогу пропасть… Я и на вечерах у него бываю. Мы табак курим, а он нам читает, часов по пяти читает, а мы всё слушаем. Объядение, а не литература! Прелесть такая, цветы, просто цветы; со всякой страницы букет вяжи!». Переписывает отрывки из его сочинений. Веря рассказам Ратазяева, Девушкин рассказывает Вареньке про большие гонорары за литературные труды: «Вы посмотрите-ка только, сколько берут они, прости им Господь! Вот хоть бы и Ратазяев, — как берет! Что ему лист написать? Да он в иной день и по пяти писывал, а по триста рублей, говорит, за лист берет. Там анекдотец какой-нибудь или из любопытного что-нибудь — пятьсот, дай не дай, хоть тресни, да дай! а нет — так мы и по тысяче другой раз в карман кладем!.. Да что! Там у него стишков тетрадочка есть… семь тысяч просит, подумайте. Да ведь это имение недвижимое, дом капитальный!». После посещения собраний у Ратазяева и последующих размышлений Девушкин робко задумывается о том, что он тоже мог бы сочинять литературу. Изначально он полностью отвергал такую возможность: «А насчет стишков скажу я вам, маточка, что неприлично мне на старости лет в составлении стихов упражняться. Стихи вздор! За стишки и в школах теперь ребятишек секут…». Позже сомневался в собственных возможностях: «Сознаюсь, маточка, не мастер описывать, и знаю, без чужого иного указания и пересмеивания, что если захочу что-нибудь написать позатейливее, так вздору нагорожу». Понимает, что у него нет таланта: «А вот у меня так нет таланту. Хоть десять страниц намарай, никак ничего не выходит, ничего не опишешь. Я уж пробовал».
Девушкин последовательно читает повести «Станционный смотритель» Александра Сергеевича Пушкина и «Шинель» Николая Васильевича Гоголя, переданные ему Варенькой. И если от Пушкина чиновник приходит в восторг, отмечая человеческую участь в судьбе Самсона Вырина, то у Гоголя находит только насмешку над собой.
На духовный облик и слог Девушкина не могла не повлиять старушка-сказочница, у которой чиновник квартировал «чуть ли не двадцать лет». «И какие сказки то были! <…> сам я, бывало, закурю трубочку, да так заслушаюсь, что и про дело забуду». В письмах Девушкина это проявляется в упоминании сказки об Иванушке-дурачке или народно-поэтического мотива вороны-судьбы. Девушкин является своеобразным носителем и хранителем фольклорных традиций. Бытовой фольклоризм персонажа помимо интереса к сказкам воплощается в стремлении постигнуть фольклорные образы, склонности к пословицам и поговоркам, народно-поэтическому слогу. Речь Девушкина, по мнению Владимирцева, можно считать фразеологически более богатой, чем у любого другого персонажа Достоевского вообще. Основой его речи служат пословицы и поговорки: «не радость старость», «слезами горю помочь нельзя», «кажется, муха меня крылом перешибёт», «седьмая вода на киселе», «кто, дескать, другому яму роет», «от судьбы не убежишь» и другие.

### Духовный срыв
Увлечение литературой становится причиной пережитого чиновником духовного надлома. Прочтение «Шинели» становится кульминационным моментом в изображенном отрезке жизни героя. Девушкин запил и стал отрицать всю литературу. Одновременно с этим персонаж начинает мыслить шире. Замечает социальные контрасты в окружающей его действительности. Видит проблему в разобщенности людей. Выводит принцип сообщества: «полно <…> о себе одном думать, для себя одного жить <…> оглянись кругом, не увидишь ли для забот своих предмета более благородного, чем свои сапоги!».

## Появление «героя Достоевского»
Уже критики 1840-х годов, обратив внимание на историко-генетическую связь «Бедных людей» с повестью «Шинель», отметили, что литературным прототипом Макара Девушкина послужил Акакий Акакиевич — главный герой повести.
Сам Девушкин отождествляет себя с гоголевским чиновником и находит там только насмешку. После прочтения «Шинели» Девушкин приходит в сильное волнение, так как примеряет историю на себя и чувствует себя разгаданным: «Дурно, маточка, дурно то, что вы меня в такую крайность поставили… Как! Так после этого и жить себе смирно нельзя, в уголочке своем… чтобы и в твою конуру не пробрались, да не подсмотрели… И для чего же такое писать? И для чего оно нужно? Что мне за это шинель кто-нибудь из читателей сделает, что ли? Сапоги, что ли, новые купит? Нет, Варенька, прочтет, да ещё продолжения потребует. Прячешься иногда, прячешься, скрываешься в том, чем не взял, боишься нос подчас показать — куда бы там ни было, потому что пересуда трепещешь, потому что из всего, что ни есть на свете, из всего тебе пасквиль сработают, и вот уж вся гражданская и семейная жизнь твоя по литературе ходит, все напечатано, прочитано, осмеяно, пересужено! Да тут и на улицу нельзя показаться будет…»
Философ и литературовед Михаил Бахтин пришёл к выводу, что уже в первый «гоголевский период» своего творчества Достоевского герой интересует «как особая точка зрения на мир и на себя самого, как смысловая и оценивающая позиция человека по отношению к себе самому и по отношению к окружающей действительности». Для писателя важен взгляд самого персонажа на мир и на себя самого, важно раскрыть и охарактеризовать итог сознания и самосознания Девушкина. Вся окружающая действительность является элементом самосознания персонажа, которое уже в свою очередь становится предметом видения писателя. В отличие от Гоголя, Достоевский изображает не «бедного чиновника», а его самосознание. Образ чиновника у Гоголя складывался из ряда социально-характерологических объективных черт. Достоевский ввёл всё это в кругозор своего чиновника, сделав предметом для самоанализа даже внешность персонажа. Девушкин, идя к генералу, видит себя в зеркале: «Оторопел так, что и губы трясутся и ноги трясутся. Да и было отчего, маточка. Во-первых, совестно; я взглянул направо в зеркало, так просто было отчего с ума сойти оттого, что я там увидел. <…> Его превосходительство тотчас обратили внимание на фигуру мою и на мой костюм. Я вспомнил, что я видел в зеркале: я бросился ловить пуговку».
Использование подобного художественного приёма, по мнению Бахтина, позволяет Достоевскому, сохранив все необходимые черты персонажа, оставить образ открытым. Вместо завершённого цельного образа Девушкина и окружающей его действительности перед читателем оказывается «чистая функция осознания им этой действительности». При этом самосознание персонажа не становится всего лишь очередной чертой, обогащающей твёрдый образ гоголевского героя, как изначально полагал Белинский. В результате вовлечения действительности в процесс самосознания Девушкина и перевода в его кругозор, по мнению Бахтина, «гоголевский герой становится героем Достоевского».

## Происхождение имени и фамилии
В имени главного героя оказались слитно отражены школа сентиментализма и школа натурализма, при этом фамилия «Девушкин» больше относится к сентиментализму, а имя «Макар» к натурализму. На возможное происхождение фамилии главного героя обратили внимание уже первые читатели произведения: сам Макар в одном из писем признаётся, что «у бедного человека <…> стыд <…> девический». Особое внимание читателей и критиков оказалось обращено на это признание, а также на уменьшительные слова, характерные для «девического» стиля писем Девушкина. Другая версия происхождения фамилии героя основывается на схожести его стиля писем и стиля писем матери Достоевского. Отсюда исследователи приходят к выводу, что фамилия Девушкин может служить символом материнского начала.
Происхождение и значение имени Макара Девушкина было подсказано самим Достоевским. В одном из своих писем к Варваре Доброселовой его герой пишет: «Вот, маточка, видите ли, как дело пошло: все на Макара Алексеевича; они только и умели сделать, что в пословицу ввели Макара Алексеевича в целом ведомстве нашем. Да мало того, что из меня пословицу и чуть ли не бранное слово сделали, — до сапогов, до мундира, до волос, до фигуры моей добрались…» Таким образом, имя Макара осмысляется пословицей «На бедного Макара все шишки валятся». Владимирцев отметил, что поэтика подобного имени, сближающего главного героя с фольклорным персонажем, относится к пословично-поговорочному слою романа. Исследователем отмечалось, что только в опубликованном фольклоре того времени содержалось шестнадцать различных пословиц с именем Макар, в каждой из которых Макар «простоват, смешон, ограничен, незадачлив, гоним, обездолен». Филолог Моисей Альтман особенно подчеркнул, что уже в первом романе Достоевский воспользовался художественным приёмом осмысления имени литературного героя через сопоставление с тождественным именем из пословицы.

## Отождествление с автором
Современные Достоевскому критики первое время отождествляли стили и характеры Макара Девушкина и самого Достоевского. Более того, критик «Библиотеки для чтения» даже выражал сомнение, что автором произведения является молодой человек, а не некая молодая особа, проводя параллели и отмечая, какой автор «скромненький, тихонький, маленький, пригоженький <…> изъясняется одними только уменьшительными». Это вызывало неизменное раздражение у писателя: «В публике нашей есть инстинкт, как во всякой толпе, но нет образованности. Не понимают, как можно писать таким слогом. Во всем они привыкли видеть рожу сочинителя: я же моей не показывал. А им и невдогад, что говорит Девушкин, а не я, и что Девушкин иначе говорить не может».
До «Бедных людей» Достоевский был увлечен историческими драмами Шиллера и Пушкина, но открыв для себя странного человека и ощутив к нему глубокое сочувствие и интерес, написал первый роман именно о нём, одновременно осознав своё литературное предназначение. Данный персонаж жил в нём самом, поэтому при помощи «Бедных людей» Достоевский писал самого себя. Косвенным признаком схожести является тот факт, что Девушкин мечтает стать поэтом, а сам Достоевский — писателем. Возмущаясь отождествлением персонажа с автором, Достоевский хочет сказать, что Макар Девушкин, на самом деле, является его двойником, но писатель настолько умело притворился Девушкиным, что читатель этого не заметил.
Судя по письмам и сочинениям писателя, Достоевский мало интересовался своей древней родословной. Его отец «никогда не говорил о своей семье и не отвечал, когда его спрашивали о его происхождении». Из записок брата Фёдора Михайловича, Андрея Достоевского, следует, что даже в отчестве деда и девичьей фамилии бабушки братья уже не были уверены. Биограф писателя Людмила Сараскина отметила, что уже в Девушкине, главном герое первого романа Достоевского, проявляется то же отношение к своей родословной. О своём отце персонаж знает только, что тот «звался, надо полагать, Алексей Девушкин; был он „не из дворянского звания“, обременен семьей и крайне беден».

## Влияние на дальнейшее творчество
Литературовед Владимир Захаров отметил влияние образа главного героя «Бедных людей» на всё дальнейшее творчество писателя: «Макар Девушкин был первым откровением великой идеи Достоевского — идеи „восстановления“ человека, духовного воскрешения забитых и бедных людей, униженных и оскорбленных». В частности, Девушкин послужил литературным прообразом главного героя последовавшей за «Бедными людьми» повести «Двойник» Якова Петровича Голядкина, который также является мелким и бессильным чиновником, испытывающим страх от общения с людьми и ощущающим, что окружающие его презирают. При выборе фамилии Голядкина автор снова использует тот же художественный приём — «использование подсказанноrо фольклором имени героя в интересах реалистической петербургской характерологии и сюжетики». Исследователь творчества Достоевского Кэнноскэ Накамура полагает, что Достоевскому было интересно проследить эволюцию подобного типажа, поэтому Голядкин представляет собой Девушкина, оставшегося в одиночестве после отъезда Вареньки в деревню.
Впервые использованный на Девушкине художественный приёмом осмысления имени через сопоставление с тождественным именем из пословицы позже обнаруживается в других произведениях Достоевского. Так в «Записках из Мёртвого дома» богатого мещанина зовут Анкудим Трофимович, потому что существовала сибирская поговорка-приветствие «Живите больше, Анкудим Трофимович», услышанная писателем на каторге. А в повести «Село Степанчиково и его обитатели» имя Фомы Опискина возникло из пословицы «На безлюдьи и Фома дворянин», которая почти в неизменном виде упоминается в произведении.